# Émile Mathieu (compositeur)
Pour les articles homonymes, voir Mathieu et Émile Mathieu.

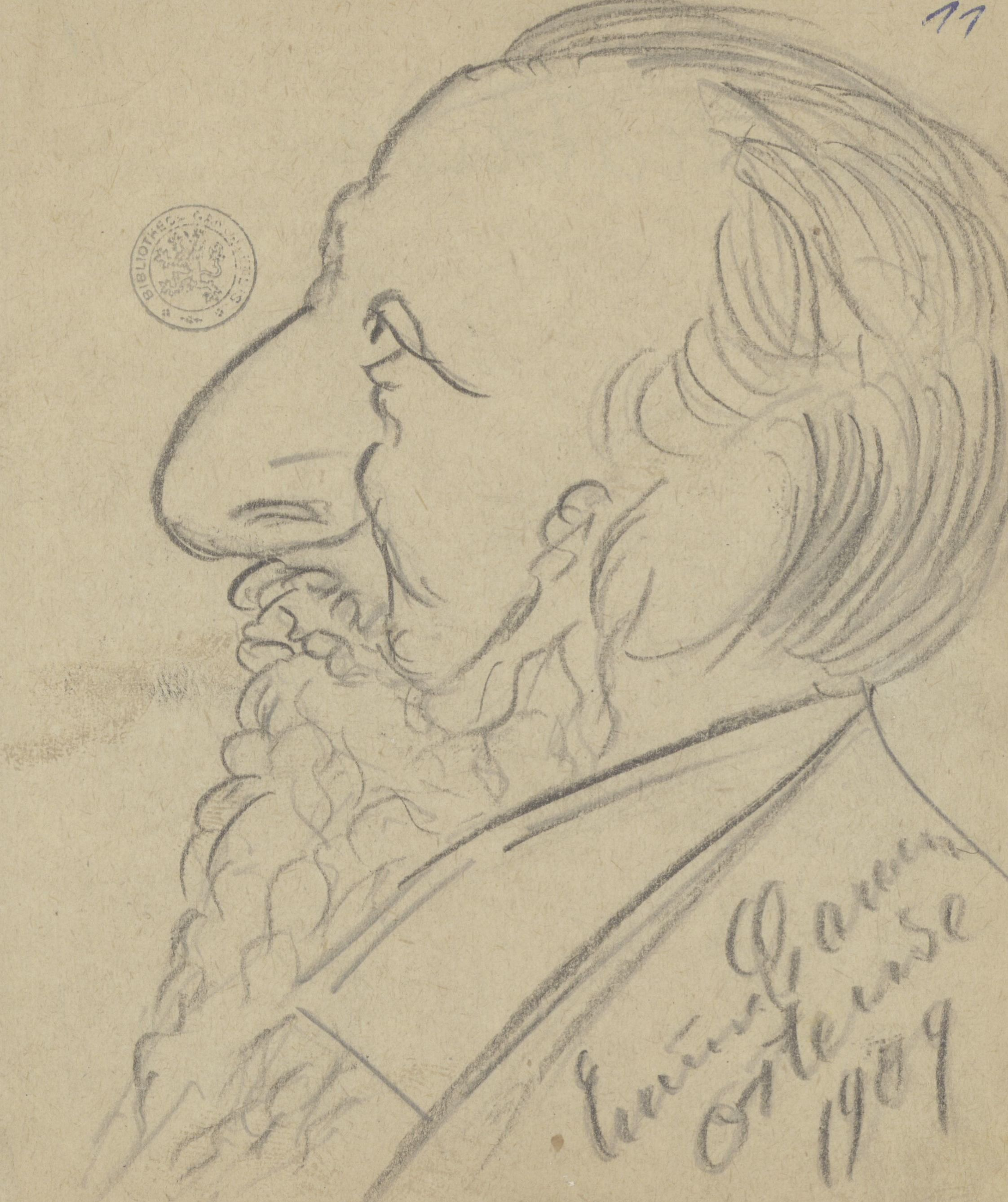
Caricature d'Émile Mathieu dessinée par le ténor italien Enrico Caruso en 1909, Bibliothèque de l'Université de Gand.

Émile Mathieu (né le 18 octobre 1844 à Lille et décédé le 20 août 1932 à Gand) est un professeur de musique, un chef d'orchestre, un pianiste et un compositeur de musique classique belge.

## Biographie
Émile Louis Victor Mathieu est né le 18 octobre 1844 dans une famille de musiciens. Son père, Nicolas Mathieu, était chanteur lyrique, professeur de chant et directeur du Théâtre royal d'Anvers. Sa mère, Amélie Martin, était cantatrice et professeur de chant à l'École de musique de Louvain.
Il apprend la musique à l'École de musique de Louvain sous la direction de son père. À partir de 1863, il poursuit ses études au Conservatoire royal de Bruxelles où il obtient un premier prix en harmonie à dix-sept ans. Il a pour maîtres d'enseignement Auguste Dupont, Charles Bosselet et François-Joseph Fétis. En 1869, il remporte le second prix de Romeavec la cantate La dernière nuit de Faust et, de nouveau, le second prix de Rome en 1871 avec Le Songe de Colomb.
Il commence sa carrière professionnelle comme professeur au Conservatoire royal d'Anvers. De 1867 à 1873, il enseigne le piano et l'harmonie à l'École de musique de Louvain où il a comme élève Arthur De Greef. De 1873 à 1875, il habite à Paris, grâce à une bourse, où il devient chef d'orchestre au Théâtre du Châtelet. À son retour en Belgique, il est engagé comme pianiste au Théâtre royal de la Monnaie à Bruxelles. À partir de 1881, il dirige l'École de musique de Louvain avant de prendre en octobre 1898 la succession d'Adolphe Samuel au Conservatoire royal de Gand jusqu'à sa mise à la retraite en 1924.
À partir de 1897, il est membre de l'Académie royale de Belgique et président de celle-ci en 1911.

## Œuvres musicales
Émile Mathieu a laissé une quantité assez considérable d'œuvres où l'accent principal est mis sur la musique lyrique.
Il a écrit des opéras, des opéras comiques, des poèmes lyriques et symphoniques, des cantates enfantines et des concerti. Parmi ses principales œuvres, l'on trouve les drames musicaux Richilde et  L'Enfance de Roland, les poèmes lyriques Le Hoyoux, Le Sorbier et Freyhir ainsi que Bathilde, Georges Dandin, La Bernoise, La Reine Vasthy.

## Distinctions et hommages
- Officier de l'ordre de Léopold le 8 mai 1896 (Belgique)[7].
- Commandeur de l'ordre de Léopold en 1908 (Belgique).

Une rue de Louvain a été baptisée « Émile Mathieustraat ».